# サミュエル・モリノー

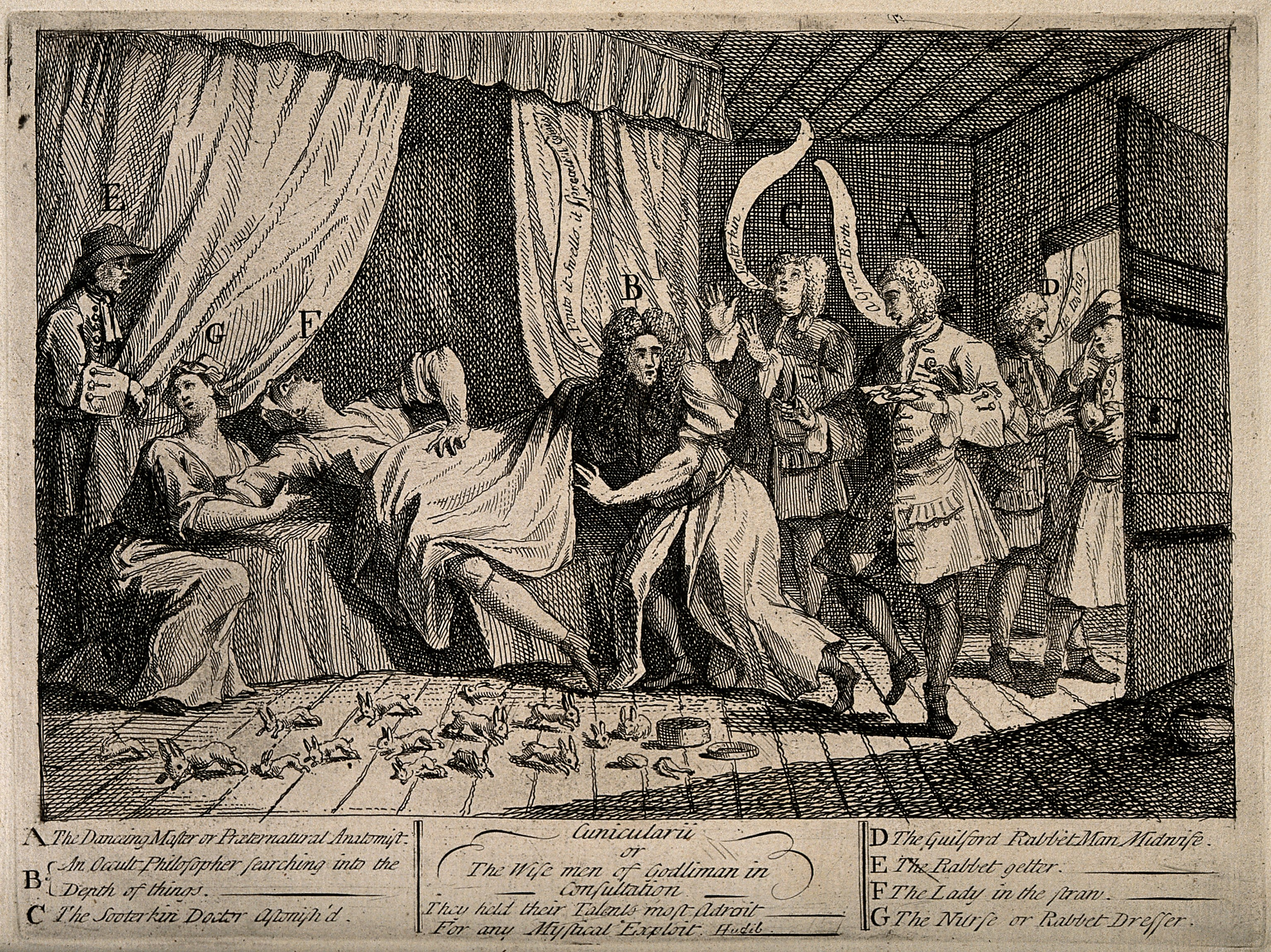
サミュエル・モリノー

サミュエル・モリノー（英語: Samuel Molyneux FRS、1689年7月18日 - 1728年4月13日）は、イギリスの政治家・天文学者。父は光学について著書のあることで知られるウィリアム・モリノーである。

## 経歴
チェスターに生まれた。ダブリン大学のトリニティ・カレッジで学び、1712年から王立協会の会員となった。政治家としてアイルランド議会、イギリス議会の下院議員を務め、1727年から1728年の間、海軍本部委員を務めた。
その一方、天文学者として、友人の天文学者ジェームズ・ブラッドリーとともに地球が太陽の周りを回っていることを証明することになる恒星の年周視差の測定を試みた。2人はロバート・フックが1674年に年周視差を観測したとしたりゅう座γ星をより改良された望遠鏡で観測しようとした。ロンドンのジョージ・グラハムの製作した天頂儀で1725年から測定を始めた。測定の結果はその方向が地球の位置の移動から予想される方向とは異なる方向であった。1727年にモリノーが海軍本部委員に任命されると、測定はブラッドリー1人で行うこととなった。
翌1728年、ブラッドリーはこの恒星の見かけの動きが、観測者の移動により、天体の位置が移動方向にずれて見える光行差によるものであると結論した。この発見は地球の公転を証明しただけでなく、光行差の大きさから光速度を求めることができることになった。モリノーは同年に下院で倒れ、キューの自宅で没した。過労による脳疾患が原因だと考えられている。天頂儀があった彼の自宅は死後に取り壊されて現存しない。